# Hans Eicke
Hans Eicke (Alemania, 1 de diciembre de 1884-22 de agosto de 1947) fue un atleta alemán, especialista en la prueba de relevo medio en la que llegó a ser subcampeón olímpico en 1908.

## Carrera deportiva
En los JJ. OO. de Londres 1908 ganó la medalla de plata en el relevo medio (prueba que consistía en recorrer 1600 metros entre cuatro corredores; los dos primeros 200 m, el tercero 400 m, y el último 800 metros), en un tiempo de 3:32.4 segundos, llegando a meta tras Estados Unidos y por delante de Hungría (bronce), siendo sus compañeros de equipo: Arthur Hoffmann, Otto Trieloff y Hanns Braun.